# Nati nel 1992/Maggio
| Questa pagina contiene informazioni ricavate automaticamente dalle voci biografiche con l'ausilio del template Bio e di un bot. L'aggiornamento è periodico e automatico e ricostruisce completamente la pagina. Se manca una persona in questa lista, sei pregato di non aggiungerla, ma accertati piuttosto che la sua voce biografica contenga il template Bio e che i dati anagrafici siano correttamente compilati. Se il template Bio manca, inseriscilo tu stesso o, in alternativa, metti l'avviso {{tmp\|Bio}} che ne segnala la mancanza. Se i dati riportati sono sbagliati, correggi direttamente la voce biografica; le modifiche saranno visibili in questa lista entro pochi giorni. Per chiarimenti vedi il progetto biografie. La lista contiene solo le 513 persone che sono citate nell'enciclopedia e per le quali è stato implementato correttamente il template Bio. Pagina aggiornata al 26 lug 2025. |

- 1º maggio - Bryon Allen, cestista statunitense
- 1º maggio - Sammy Ameobi, ex calciatore nigeriano
- 1º maggio - Madeline Brewer, attrice statunitense
- 1º maggio - Marco Carrara, giornalista, conduttore televisivo e autore televisivo italiano
- 1º maggio - David Cortés Armero, ex calciatore colombiano
- 1º maggio - Guilherme Dellatorre, calciatore brasiliano
- 1º maggio - Teya Dora, cantautrice serba
- 1º maggio - Akito Fukuta, calciatore giapponese
- 1º maggio - Jakob Haugaard, calciatore danese
- 1º maggio - Kim Won-jin, judoka sudcoreano
- 1º maggio - Timothy Morovick, giocatore di football americano statunitense
- 1º maggio - Bradley Roby, giocatore di football americano statunitense
- 1º maggio - Tautvydas Sabonis, allenatore di pallacanestro e ex cestista lituano
- 1º maggio - Sebastian Tretola, giocatore di football americano statunitense
- 1º maggio - Virimi Vakatawa, rugbista a 15 neozelandese
- 1º maggio - Matěj Vydra, calciatore ceco
- 2 maggio - Abby Ghent, ex sciatrice alpina statunitense
- 2 maggio - Lidija Kuliš, calciatrice bosniaca
- 2 maggio - Sunmi, cantautrice sudcoreana
- 2 maggio - Vanessa Mai, cantante e personaggio televisivo tedesca
- 2 maggio - Hervé Ndonga, calciatore della Repubblica Democratica del Congo
- 2 maggio - Alex Petan, hockeista su ghiaccio canadese
- 2 maggio - David Adley Smith, altista statunitense
- 2 maggio - Braam Steyn, rugbista a 15 sudafricano
- 2 maggio - María Teresa Torró Flor, tennista spagnola
- 2 maggio - Boniface Tumuti, ostacolista e velocista keniota
- 2 maggio - Josip Vuković, calciatore croato
- 2 maggio - Mārcis Vītols, cestista lettone
- 3 maggio - Ángel Bastos, calciatore spagnolo
- 3 maggio - Mohamed Amine Ben Amor, calciatore tunisino
- 3 maggio - Matt Carlino, ex cestista e allenatore di pallacanestro statunitense
- 3 maggio - Floris Gerts, ex ciclista su strada olandese
- 3 maggio - Gleb, rapper slovacco
- 3 maggio - Mark Glowinski, giocatore di football americano statunitense
- 3 maggio - Valentin Golubev, pallavolista russo
- 3 maggio - Cyrill Hunziker, ex sciatore freestyle svizzero
- 3 maggio - Greta Laurent, ex fondista italiana
- 3 maggio - Jerick McKinnon, giocatore di football americano statunitense
- 3 maggio - Nikola Radosová, pallavolista slovacca
- 3 maggio - Evelina Raselli, ex hockeista su ghiaccio svizzera
- 3 maggio - Mattia Runggaldier, ex combinatista nordico italiano
- 3 maggio - Crush, cantante sudcoreano
- 3 maggio - Will Skelton, rugbista a 15 australiano
- 3 maggio - Sean Tse, calciatore hongkonghese
- 3 maggio - Melissa Wu, tuffatrice australiana
- 3 maggio - Ben Zolinski, ex calciatore tedesco
- 3 maggio - Dario Župarić, calciatore croato
- 4 maggio - Alexander Callens, calciatore peruviano
- 4 maggio - Uğur Çiftçi, calciatore turco
- 4 maggio - Phyllis Francis, velocista statunitense
- 4 maggio - Bryce Hager, giocatore di football americano statunitense
- 4 maggio - Courtney Jines, attrice statunitense
- 4 maggio - Jovan Krneta, calciatore serbo
- 4 maggio - Emilio MacEachen, calciatore uruguaiano
- 4 maggio - Julián Guevara, calciatore colombiano
- 4 maggio - Rasmus Mägi, ostacolista estone
- 4 maggio - Emmanuel Ndong Mba, calciatore gabonese
- 4 maggio - Victor Oladipo, cestista statunitense
- 4 maggio - Grace Phipps, attrice, cantante e ballerina statunitense
- 4 maggio - Ismael Páez, calciatore venezuelano
- 4 maggio - Risto Radunović, calciatore montenegrino
- 4 maggio - Federico Rasmussen, calciatore argentino
- 4 maggio - Ashley Rickards, attrice statunitense
- 4 maggio - Miles Robbins, attore e musicista statunitense
- 4 maggio - Cheikh Sane, cestista senegalese
- 4 maggio - Shoni Schimmel, ex cestista statunitense
- 4 maggio - Ramon Zenhäusern, sciatore alpino svizzero
- 5 maggio - Jordin Andrade, ostacolista capoverdiano
- 5 maggio - Ilja Antonov, calciatore estone
- 5 maggio - Giacomo Berlato, ciclista su strada e mountain biker italiano
- 5 maggio - Andreas Blomqvist, calciatore svedese
- 5 maggio - Goran Čaušić, calciatore serbo
- 5 maggio - Craig Clay, calciatore inglese
- 5 maggio - Mahmoud Ezzat, calciatore egiziano
- 5 maggio - Kendall Gray, cestista statunitense
- 5 maggio - Jaron Johnson, cestista statunitense
- 5 maggio - Jakub Jugas, calciatore ceco
- 5 maggio - Loïck Landre, calciatore francese
- 5 maggio - Thomas Mayrpeter, ex sciatore alpino e sciatore freestyle austriaco
- 5 maggio - Mora, cantante e produttore discografico portoricano
- 5 maggio - Danny Ocean, cantante e produttore discografico venezuelano
- 5 maggio - DeNesha Stallworth, ex cestista statunitense
- 5 maggio - Luismi, calciatore spagnolo
- 6 maggio - Judson do Bonfim, calciatore brasiliano
- 6 maggio - Byun Baek-hyun, cantante, ballerino e attore sudcoreano
- 6 maggio - Lisa Faccioli, calciatrice italiana
- 6 maggio - Brendan Gallagher, hockeista su ghiaccio canadese
- 6 maggio - Jordan Garcia-Calvete, ex calciatore belga
- 6 maggio - Jairo de Macedo da Silva, calciatore brasiliano
- 6 maggio - Tareq Khattab, calciatore giordano
- 6 maggio - Oleg Kostin, nuotatore russo
- 6 maggio - Sebastian Mrowka, bobbista tedesco
- 6 maggio - Alen Omić, cestista bosniaco
- 6 maggio - Manuel Ott, calciatore tedesco
- 6 maggio - Sir'Dominic Pointer, cestista statunitense
- 6 maggio - Jan Polanc, ex ciclista su strada sloveno
- 6 maggio - Sōkratīs Psaropoulos, cestista greco
- 6 maggio - Zigismunds Sirmais, giavellottista lettone
- 6 maggio - Quinn XCII, cantautore statunitense
- 6 maggio - Takashi Usami, calciatore giapponese
- 6 maggio - Jonas Valančiūnas, cestista lituano
- 7 maggio - Robbie Benson, calciatore irlandese
- 7 maggio - Chris Carter, cestista statunitense
- 7 maggio - Teah Dennis, calciatore liberiano
- 7 maggio - Adrián Embarba, calciatore spagnolo
- 7 maggio - Ryan Harrison, ex tennista statunitense
- 7 maggio - Andrés Ibargüen, calciatore colombiano
- 7 maggio - Tyler Johnson, cestista statunitense
- 7 maggio - Abdelmalik Lahoulou, ostacolista e velocista algerino
- 7 maggio - Moussa Limane, calciatore centrafricano
- 7 maggio - Alexander Ludwig, attore, cantante e modello canadese
- 7 maggio - Djibrilla Moussa, calciatore nigerino
- 7 maggio - Simeon Nwankwo, calciatore nigeriano
- 7 maggio - Natalia Rodríguez, attrice spagnola
- 7 maggio - Artur Rudko, calciatore ucraino
- 7 maggio - Alessandro Zanelli, cestista italiano
- 8 maggio - Noah Bowman, sciatore freestyle canadese
- 8 maggio - Mijo Caktaš, calciatore croato
- 8 maggio - Chen Chieh, ostacolista taiwanese
- 8 maggio - Olivia Culpo, modella statunitense
- 8 maggio - Yana Daniëls, calciatrice belga
- 8 maggio - Giorgi Diasamidze, calciatore georgiano
- 8 maggio - Roman Emel'janov, calciatore russo
- 8 maggio - Fabián González, ginnasta spagnolo
- 8 maggio - Ana Mulvoy-Ten, attrice britannica
- 8 maggio - Dino Najdoski, calciatore macedone
- 8 maggio - Jonathan Pacheco, calciatore argentino
- 8 maggio - Jacob Pepper, calciatore australiano
- 8 maggio - Jorge Recalde, calciatore paraguaiano
- 8 maggio - Nicolaj Ritter, calciatore danese
- 8 maggio - Nemanja Stevanović, calciatore serbo
- 8 maggio - Erik Swoope, giocatore di football americano statunitense
- 8 maggio - Anna Trevisi, ciclista su strada italiana
- 8 maggio - Anna Čolovjaga, calciatrice russa
- 8 maggio - Urban Žibert, calciatore sloveno
- 9 maggio - Dan Burn, calciatore inglese
- 9 maggio - Paul Coll, giocatore di squash neozelandese
- 9 maggio - Franco Ferrari, calciatore argentino
- 9 maggio - Pablo Gaitán, calciatore argentino
- 9 maggio - Rachid Ghezzal, calciatore algerino
- 9 maggio - Jérémy Hélan, ex calciatore francese
- 9 maggio - Béranger Itoua, calciatore congolese (Repubblica del Congo)
- 9 maggio - Lawrence Thomas, calciatore australiano
- 9 maggio - Tom Laterza, calciatore lussemburghese
- 9 maggio - Vital' Ljutyč, cestista bielorusso
- 9 maggio - Darious Moten, cestista statunitense
- 9 maggio - Markos Ntounīs, calciatore greco
- 9 maggio - Tayla Pereira dos Santos, calciatrice brasiliana
- 9 maggio - Tommaso Romani, nuotatore italiano
- 9 maggio - Martina Rosucci, calciatrice italiana
- 9 maggio - Ristananna Tracey, ostacolista giamaicana
- 9 maggio - Apashe, produttore discografico belga
- 10 maggio - Yonathan Cabral, calciatore argentino
- 10 maggio - Malakai Fekitoa, rugbista a 15 tongano
- 10 maggio - Bruno Godeau, calciatore belga
- 10 maggio - Damso, rapper della Repubblica Democratica del Congo
- 10 maggio - Rubén Marroquín, calciatore salvadoregno
- 10 maggio - Ben McLachlan, ex tennista neozelandese
- 10 maggio - Nílson Miguel, giocatore di calcio a 5 portoghese
- 10 maggio - Marco Sportiello, calciatore italiano
- 10 maggio - Paízo, calciatore angolano
- 10 maggio - Sophie Vavasseur, attrice irlandese
- 10 maggio - Jake Zyrus, cantante e attore filippino
- 11 maggio - Pierre-Ambroise Bosse, mezzofondista francese
- 11 maggio - Drew Brandon, ex cestista statunitense
- 11 maggio - Luis Caicedo Medina, calciatore ecuadoriano
- 11 maggio - Federico Ceccherini, calciatore italiano
- 11 maggio - Daniel Coursey, ex cestista statunitense
- 11 maggio - Thibaut Courtois, calciatore belga
- 11 maggio - Dmitrij Kajumov, ex calciatore russo
- 11 maggio - Albina Khabibulina, ex tennista uzbeka
- 11 maggio - Lisa Makas, ex calciatrice austriaca
- 11 maggio - Christina McHale, tennista statunitense
- 11 maggio - McKenzie Moore, cestista statunitense
- 11 maggio - Stephen O'Donnell, calciatore scozzese
- 11 maggio - Nikolas Proesmans, calciatore belga
- 11 maggio - Aleksandar Ristevski, calciatore macedone
- 11 maggio - Pablo Sarabia, calciatore spagnolo
- 11 maggio - Petrus Shitembi, calciatore namibiano
- 12 maggio - Vetle Sjåstad Christiansen, biatleta norvegese
- 12 maggio - Ignacio Colombini, calciatore argentino
- 12 maggio - Erik Durm, calciatore tedesco
- 12 maggio - Sigrún Ella Einarsdóttir, calciatrice islandese
- 12 maggio - Angela Gabbiadini, pallavolista italiana
- 12 maggio - Calum Jarvis, ex nuotatore britannico
- 12 maggio - Josiko, giocatore di calcio a 5 spagnolo
- 12 maggio - Roi Kehat, calciatore israeliano
- 12 maggio - Malcolm David Kelley, attore, cantautore e rapper statunitense
- 12 maggio - Volha Khudzenka, canoista bielorussa
- 12 maggio - Gianluca Lasaracina, regista, sceneggiatore e produttore cinematografico italiano
- 12 maggio - Michela Ledri, calciatrice italiana
- 12 maggio - Matthias Maak, calciatore austriaco
- 12 maggio - Nader Matar, calciatore libanese
- 12 maggio - Jovana Pašić, cestista montenegrina
- 12 maggio - Bruno Pires, calciatore brasiliano
- 12 maggio - Ángel Rivera, pallavolista portoricano
- 12 maggio - Varada Sethu, attrice indiana
- 12 maggio - Son Jun-ho, calciatore sudcoreano
- 12 maggio - Sofia Stefan, rugbista a 15 italiana
- 12 maggio - Joan Tomàs, cestista spagnolo
- 12 maggio - Pablo Torrijos, triplista spagnolo
- 12 maggio - Tunahan Çiçek, calciatore svizzero
- 13 maggio - Chiara Baroni, allenatrice di calcio e ex calciatrice italiana
- 13 maggio - Thievy Bifouma, calciatore francese
- 13 maggio - Beder Caicedo, calciatore ecuadoriano
- 13 maggio - Ibraheim Campbell, giocatore di football americano statunitense
- 13 maggio - Willson Contreras, giocatore di baseball venezuelano
- 13 maggio - Tommy Dorfman, attrice statunitense
- 13 maggio - Jeremy Finello, biatleta svizzero
- 13 maggio - Georgina García Pérez, tennista spagnola
- 13 maggio - Emily Gielnik, calciatrice australiana
- 13 maggio - Rob Havenstein, giocatore di football americano statunitense
- 13 maggio - Ben Heeney, giocatore di football americano statunitense
- 13 maggio - Tyrann Mathieu, ex giocatore di football americano statunitense
- 13 maggio - Sergej Pavlovič, artista marziale misto russo
- 13 maggio - Simon Piesinger, calciatore austriaco
- 13 maggio - Azzurra Principi, calciatrice italiana
- 13 maggio - Simone Sini, calciatore italiano
- 13 maggio - Mark Stone, hockeista su ghiaccio canadese
- 14 maggio - Miguel Bianconi, calciatore brasiliano
- 14 maggio - Tiago Cametá, calciatore brasiliano
- 14 maggio - Moanes Dabour, calciatore israeliano
- 14 maggio - Nouha Dicko, calciatore francese
- 14 maggio - Stanley Elbers, ex calciatore olandese
- 14 maggio - Milan Jirásek, calciatore ceco
- 14 maggio - Jake Langlois, pallavolista statunitense
- 14 maggio - Laya Lewis, attrice inglese
- 14 maggio - Maggy, modella e personaggio televisivo giapponese
- 14 maggio - Nava Mau, attrice, regista e sceneggiatrice messicana
- 14 maggio - Louis Moult, calciatore inglese
- 14 maggio - Pepe Pozas, cestista spagnolo
- 14 maggio - Giulia Reginato, calciatrice italiana
- 14 maggio - Hanna Skydan, martellista ucraina
- 14 maggio - Joshua Smith, cestista statunitense
- 14 maggio - Yann-Erik de Lanlay, calciatore norvegese
- 15 maggio - Rolando Abreu, calciatore cubano
- 15 maggio - José Benavidez Jr., pugile statunitense
- 15 maggio - Bartosz Bielenia, attore polacco
- 15 maggio - Chloe Margrethe Fausa, ex sciatrice alpina norvegese
- 15 maggio - Gian Marco Ferrari, calciatore italiano
- 15 maggio - Ambra Gutierrez, modella italiana
- 15 maggio - Waleed Hussain, calciatore emiratino
- 15 maggio - Dwayne James, calciatore trinidadiano
- 15 maggio - Benjamin Kololli, calciatore svizzero
- 15 maggio - Brooks Macek, hockeista su ghiaccio canadese
- 15 maggio - Ablaye Mbengue, calciatore senegalese
- 15 maggio - Oleksandr Nojok, calciatore ucraino
- 15 maggio - Sebastián Olivares, calciatore argentino
- 15 maggio - Andrew Pozzi, ostacolista britannico
- 15 maggio - Kai Pröger, calciatore tedesco
- 15 maggio - Milan Singh, calciatore indiano
- 15 maggio - Alyxandria Treasure, altista canadese
- 15 maggio - Clayton Vaughn, velocista statunitense
- 15 maggio - Marianna Vujko, pallavolista italiana
- 16 maggio - Kervens Belfort, calciatore haitiano
- 16 maggio - José Reynaldo Bencosme de Leon, ostacolista italiano
- 16 maggio - Sixto Betancourt, calciatore guatemalteco
- 16 maggio - Andrew Bevin, calciatore neozelandese
- 16 maggio - Kaleigh Gilchrist, pallanuotista statunitense
- 16 maggio - Matías Jadue, ex calciatore cileno
- 16 maggio - Nadir Minotti, calciatore italiano
- 16 maggio - Hayato Nakama, calciatore giapponese
- 16 maggio - Valter Poġosyan, ex calciatore armeno
- 16 maggio - Carlos Robles, calciatore colombiano
- 16 maggio - Jeff Skinner, hockeista su ghiaccio canadese
- 16 maggio - Kenneth Viglianisi, cestista italiano
- 16 maggio - Richard van der Venne, calciatore olandese
- 17 maggio - Rodrigo Cuba, calciatore peruviano
- 17 maggio - Ben Gamel, giocatore di baseball statunitense
- 17 maggio - Srećko Lisinac, pallavolista serbo
- 17 maggio - Terrance Mitchell, giocatore di football americano statunitense
- 17 maggio - Ryūki Miura, calciatore giapponese
- 17 maggio - Sagi Muki, judoka israeliano
- 17 maggio - Cédric Noger, sciatore alpino svizzero
- 17 maggio - Jarelle Reischel, cestista tedesco
- 17 maggio - Aljaksandar Sjaljava, calciatore bielorusso
- 17 maggio - Roger Steen, pesista statunitense
- 17 maggio - Amro Tarek, calciatore statunitense
- 17 maggio - Cavid Çələbiyev, pugile azero
- 18 maggio - Adwoa Aboah, modella e attivista britannica
- 18 maggio - Luke Black, cantante serbo
- 18 maggio - Spencer Breslin, attore statunitense
- 18 maggio - Jay Bromley, giocatore di football americano statunitense
- 18 maggio - Ludovico Di Martino, regista e sceneggiatore italiano
- 18 maggio - Hanna Fardin, regista, scrittrice e fotografa iraniana
- 18 maggio - Damir Grgić, calciatore croato
- 18 maggio - Jorik Hendrickx, pattinatore artistico su ghiaccio belga
- 18 maggio - Brian Idowu, calciatore russo
- 18 maggio - Maruego, rapper marocchino
- 18 maggio - Stefania Menardi, giocatrice di curling italiana
- 18 maggio - Kevin Mendy, cestista francese
- 18 maggio - Fernando Pacheco, calciatore spagnolo
- 18 maggio - Haukur Pálsson, cestista islandese
- 18 maggio - Theresa Plaisance, cestista statunitense
- 18 maggio - Mirjam Puchner, sciatrice alpina austriaca
- 18 maggio - Sebastián Ramírez, calciatore uruguaiano
- 18 maggio - Benson Shilongo, ex calciatore namibiano
- 18 maggio - Eltac Səfərli, scacchista azero
- 18 maggio - Conor Washington, calciatore nordirlandese
- 19 maggio - Nikola Boranijašević, calciatore serbo
- 19 maggio - Michele Camporese, calciatore italiano
- 19 maggio - Martina Caregaro, tennista italiana
- 19 maggio - Geoffray Durbant, calciatore francese
- 19 maggio - Martin Harrer, ex calciatore austriaco
- 19 maggio - Nicholas Hoag, pallavolista canadese
- 19 maggio - Ola John, calciatore liberiano
- 19 maggio - Evgenij Kuznecov, hockeista su ghiaccio russo
- 19 maggio - Diego López, calciatore argentino
- 19 maggio - Marshmello, disc jockey, produttore discografico e musicista statunitense
- 19 maggio - Raul Togni Neto, cestista brasiliano
- 19 maggio - Kip Sabian, wrestler britannico
- 19 maggio - Sam Smith, cantautore britannico
- 19 maggio - Eleanor Tomlinson, attrice britannica
- 19 maggio - Lorenc Trashi, calciatore albanese
- 19 maggio - Heather Watson, tennista britannica
- 19 maggio - Lainey Wilson, cantante statunitense
- 19 maggio - Mehdi Zeffane, calciatore francese
- 19 maggio - Lisa-Maria Zeller, ex sciatrice alpina austriaca
- 20 maggio - Julian Albus, cestista tedesco
- 20 maggio - Cate Campbell, ex nuotatrice australiana
- 20 maggio - Damir Džumhur, tennista bosniaco
- 20 maggio - Enes Freedom, ex cestista statunitense
- 20 maggio - Maria Chiara Giannetta, attrice italiana
- 20 maggio - Jack Gleeson, attore irlandese
- 20 maggio - Simon Grether, calciatore svizzero
- 20 maggio - Daniel Haber, ex calciatore canadese
- 20 maggio - Vladimir Il'in, calciatore russo
- 20 maggio - Miharu Imanishi, tennista giapponese
- 20 maggio - Václav Kadlec, calciatore ceco
- 20 maggio - Maud van der Meer, ex nuotatrice olandese
- 20 maggio - Jhurell Pressley, ex giocatore di football americano statunitense
- 20 maggio - Gerónimo Rulli, calciatore argentino
- 20 maggio - Ville Salmikivi, calciatore finlandese
- 20 maggio - Fanny Smith, sciatrice freestyle svizzera
- 20 maggio - Marco Thiede, calciatore tedesco
- 21 maggio - Chloe Angelides, cantautrice statunitense
- 21 maggio - Dylan van Baarle, ciclista su strada olandese
- 21 maggio - Yassine Bahassa, calciatore francese
- 21 maggio - Alex Bowen, sciatore freestyle statunitense
- 21 maggio - Devon Myles Brown, nuotatore sudafricano
- 21 maggio - Ryan Burnett, ex pugile britannico
- 21 maggio - Hutch Dano, attore statunitense
- 21 maggio - Shōma Doi, calciatore giapponese
- 21 maggio - Ousmane Doumbia, calciatore ivoriano
- 21 maggio - Binta Drammeh, cestista svedese
- 21 maggio - Lisa Evans, calciatrice scozzese
- 21 maggio - Diego Ferraresso, calciatore brasiliano
- 21 maggio - Timmy Hansen, pilota automobilistico svedese
- 21 maggio - Tome Kitanovski, calciatore macedone
- 21 maggio - Andrej Mel'ničenko, fondista russo
- 21 maggio - Olivia Olson, attrice, doppiatrice e cantautrice statunitense
- 21 maggio - Aleksandar Pešić, calciatore serbo
- 21 maggio - Cristian Portugués Manzanera, calciatore spagnolo
- 21 maggio - Juwan Staten, allenatore di pallacanestro e ex cestista statunitense
- 21 maggio - Rodolfo José da Silva Bardella, calciatore brasiliano
- 22 maggio - Tiffany Bias, ex cestista statunitense
- 22 maggio - Tommaso Cancellotti, calciatore italiano
- 22 maggio - Yvonne Cavallé Reimers, tennista spagnola
- 22 maggio - Miranda Giambelli, judoka italiana
- 22 maggio - Robin Knoche, calciatore tedesco
- 22 maggio - Camille Lou, attrice, cantante e musicista francese
- 22 maggio - Patrick Miller, cestista statunitense
- 22 maggio - D.J. Newbill, cestista statunitense
- 22 maggio - Yael Oviedo, calciatrice argentina
- 22 maggio - Nikolaj Penčev, pallavolista bulgaro
- 22 maggio - Iago Santos, calciatore brasiliano
- 22 maggio - Nathan Schrimsher, pentatleta statunitense
- 22 maggio - Chinami Tokunaga, cantante giapponese
- 22 maggio - Stipe Vučur, calciatore austriaco
- 22 maggio - Ǵorǵi Ǵorǵiev, pallavolista macedone
- 23 maggio - Luka Begonja, calciatore croato
- 23 maggio - Denton Koon, ex cestista statunitense
- 23 maggio - Constant Lestienne, tennista francese
- 23 maggio - Rashad Madden, cestista statunitense
- 23 maggio - Nils Mani, ex sciatore alpino svizzero
- 23 maggio - Asenate Manoa, velocista tuvaluana
- 23 maggio - Charline Mathias, mezzofondista lussemburghese
- 23 maggio - Juvonte Reddic, cestista statunitense
- 23 maggio - Caique Silva Sá, calciatore brasiliano
- 23 maggio - Kazbek Zankišiev, judoka russo († 2024)
- 23 maggio - Zhāng Xin, calciatrice cinese
- 24 maggio - Marcus Bettinelli, calciatore inglese
- 24 maggio - Travis T. Flory, attore televisivo statunitense
- 24 maggio - Khairi Fortt, giocatore di football americano statunitense
- 24 maggio - Cristian Ganea, calciatore rumeno
- 24 maggio - Sarah Imovbioh, cestista nigeriana
- 24 maggio - Daniel Islas Arroyo, tuffatore messicano
- 24 maggio - Dávid Kelemen, calciatore ungherese
- 24 maggio - Aleksandr Kulinitš, calciatore estone
- 24 maggio - Ryan Leonard, calciatore inglese
- 24 maggio - Ruben Ligeon, calciatore olandese
- 24 maggio - Antoine Mason, cestista statunitense
- 24 maggio - Kimberley McRae, slittinista canadese
- 24 maggio - IDK, rapper e cantautore britannico
- 24 maggio - Bakar Mirtskhulava, calciatore georgiano
- 24 maggio - Rustem Murzagaliev, cestista kazako
- 24 maggio - Ethan Rusbatch, cestista neozelandese
- 24 maggio - Charlie Trafford, ex calciatore canadese
- 25 maggio - Yasir Al-Shahrani, calciatore saudita
- 25 maggio - Dairon Asprilla, calciatore colombiano
- 25 maggio - Laura Beyne, modella belga
- 25 maggio - Jón Daði Böðvarsson, calciatore islandese
- 25 maggio - Francesca Bonciani, pallavolista italiana
- 25 maggio - Elena Cecchini, ciclista su strada e pistard italiana
- 25 maggio - Kendall Coyne, hockeista su ghiaccio statunitense
- 25 maggio - Antonio Dikele Distefano, scrittore italiano
- 25 maggio - Aslak Falch, calciatore norvegese
- 25 maggio - Yasin Kolo, cestista tedesco
- 25 maggio - Lee Seung-a, ex cestista sudcoreana
- 25 maggio - Lina Machola, modella israeliana
- 25 maggio - Julio Ramírez, calciatore argentino
- 25 maggio - Andrea Maria Scalzone, pallanuotista italiano
- 26 maggio - Jaromír Bohačík, cestista ceco
- 26 maggio - Ignacio Brex, rugbista a 15 e rugbista a 7 argentino
- 26 maggio - Rosario Canale, compositore, paroliere e cantautore italiano
- 26 maggio - Jonathan Cantillana, calciatore cileno
- 26 maggio - Denise De Luca, calciatrice italiana
- 26 maggio - Dave Dudzinski, cestista statunitense
- 26 maggio - Luigi Falcone, ex calciatore italiano
- 26 maggio - Peter Kibet Lagat, siepista e mezzofondista keniota
- 26 maggio - Marko Luković, cestista serbo
- 26 maggio - Leonardo Mancuso, calciatore italiano
- 26 maggio - Richie Marquez, ex calciatore statunitense
- 26 maggio - David Najem, ex calciatore statunitense
- 26 maggio - Agathe Ngani, calciatrice camerunese
- 26 maggio - Rocky Nyikeine, calciatore francese
- 26 maggio - Eryk Rodzik, ex taekwondoka polacco
- 26 maggio - Sameh Saeed, calciatore iracheno
- 26 maggio - Germain Sanou, calciatore burkinabé
- 27 maggio - Scott Blumstein, giocatore di poker statunitense
- 27 maggio - Garett Bolles, giocatore di football americano statunitense
- 27 maggio - Aaron Brown, velocista canadese
- 27 maggio - Kasper Enghardt, calciatore danese
- 27 maggio - Artūr Juchno, ex calciatore e giocatore di calcio a 5 lituano
- 27 maggio - Miguel Martelo Lourenço, calciatore portoghese
- 27 maggio - Jeison Murillo, calciatore colombiano
- 27 maggio - José Élber Pimentel da Silva, calciatore brasiliano
- 27 maggio - Abdul Wahab Zahiri, velocista afghano
- 28 maggio - Stéphane Bahoken, calciatore francese
- 28 maggio - De'Mon Brooks, cestista statunitense
- 28 maggio - Thomas Carroll, calciatore inglese
- 28 maggio - Uroš Đerić, calciatore serbo
- 28 maggio - Tal Flicker, judoka israeliano
- 28 maggio - Federica Jasmeen Giura, calciatrice italiana
- 28 maggio - Huang Qiushuang, ex ginnasta cinese
- 28 maggio - Adrian Lis, calciatore polacco
- 28 maggio - Danilo Ortíz, calciatore paraguaiano
- 28 maggio - Michael Hsu Rosen, attore statunitense
- 28 maggio - Mathias Sele, calciatore liechtensteinese
- 28 maggio - Austin Shepherd, giocatore di football americano statunitense
- 28 maggio - Gaku Shibasaki, calciatore giapponese
- 28 maggio - Neringa Skadaitė, ex cestista lituana
- 28 maggio - Joshua Taylor, ex pallavolista e allenatore di pallavolo statunitense
- 28 maggio - Donny Toia, ex calciatore statunitense
- 28 maggio - Marquinhos Carioca, ex calciatore brasiliano
- 28 maggio - Hannah Wilkinson, calciatrice neozelandese
- 29 maggio - Melsahn Basabe, cestista statunitense
- 29 maggio - Olivia Delcán, attrice e scrittrice spagnola
- 29 maggio - Biagio Iacovelli, attore e scrittore italiano
- 29 maggio - Nik'a K'vek'vesk'iri, calciatore georgiano
- 29 maggio - Liridon Krasniqi, calciatore kosovaro
- 29 maggio - Erica Lindbeck, doppiatrice statunitense
- 29 maggio - Hammy McMillan Jr., giocatore di curling britannico
- 29 maggio - Han Groo, attrice sudcoreana
- 29 maggio - Freddy Mveng, calciatore camerunese
- 29 maggio - Giovanna Pertile, cestista italiana
- 29 maggio - Christian Stucki, ex hockeista su ghiaccio svizzero
- 29 maggio - Gregg Sulkin, attore britannico
- 29 maggio - Francesca Tagini, calciatrice italiana
- 29 maggio - Matea Tavić, cestista bosniaca
- 29 maggio - Alessandro Tonelli, ciclista su strada italiano
- 29 maggio - Isaiah Williams, cestista statunitense
- 30 maggio - Ksenija Alopina, ex sciatrice alpina russa
- 30 maggio - Cristian Andreoni, calciatore italiano
- 30 maggio - Marius Anthonisen, giocatore di calcio a 5 e calciatore norvegese
- 30 maggio - Stephanie Au, nuotatrice hongkonghese
- 30 maggio - Harrison Barnes, cestista statunitense
- 30 maggio - Kevin Boyle, ex hockeista su ghiaccio statunitense
- 30 maggio - Santiago Chacón, calciatore argentino
- 30 maggio - Logan Da Costa, karateka francese
- 30 maggio - Astan Dabo, ex cestista maliana
- 30 maggio - Borja Domínguez, calciatore spagnolo
- 30 maggio - Andre Hal, giocatore di football americano statunitense
- 30 maggio - Oksana Kiselyova, pallavolista azera
- 30 maggio - Martin Kraus, calciatore ceco
- 30 maggio - Jeremy Lamb, ex cestista statunitense
- 30 maggio - Li Lei, calciatore cinese
- 30 maggio - Andrej Loktionov, hockeista su ghiaccio russo
- 30 maggio - Liam Mower, ballerino e attore britannico
- 30 maggio - Shiva Negar, attrice iraniana
- 30 maggio - Alessia Pecchini, calciatrice italiana
- 30 maggio - My Phan, tuffatrice tedesca
- 30 maggio - Maurice Pluskota, cestista tedesco
- 30 maggio - Qian Jiarui, schermitrice cinese
- 30 maggio - Madison Solow, calciatrice canadese
- 30 maggio - Sarach Yooyen, calciatore thailandese
- 31 maggio - Farhiya Abdi, cestista svedese
- 31 maggio - Oleksandr Belikov, cestista ucraino
- 31 maggio - Miguel Boock, ex giocatore di football americano tedesco
- 31 maggio - Quincy Enunwa, giocatore di football americano statunitense
- 31 maggio - Ataru Esaka, calciatore giapponese
- 31 maggio - Laura Ikauniece-Admidiņa, multiplista lettone
- 31 maggio - Seydina Keita, calciatore senegalese
- 31 maggio - Jure Matjašič, calciatore sloveno
- 31 maggio - Justin McCray, giocatore di football americano statunitense
- 31 maggio - MO3, rapper statunitense († 2020)
- 31 maggio - Mihai Roman, calciatore rumeno
- 31 maggio - Kelle Roos, calciatore olandese
- 31 maggio - Billal Sebaihi, calciatore francese
- 31 maggio - Anna-Maria Sieklucka, attrice, modella e cantante polacca
- 31 maggio - Tássia Pereira de Souza Carcavalli, cestista brasiliana
- 31 maggio - Cristian Techera, calciatore uruguaiano
- 31 maggio - Wanderson de Macedo Costa, calciatore brasiliano